# حويصلة (جلد)

حويصلة وفقاعة.

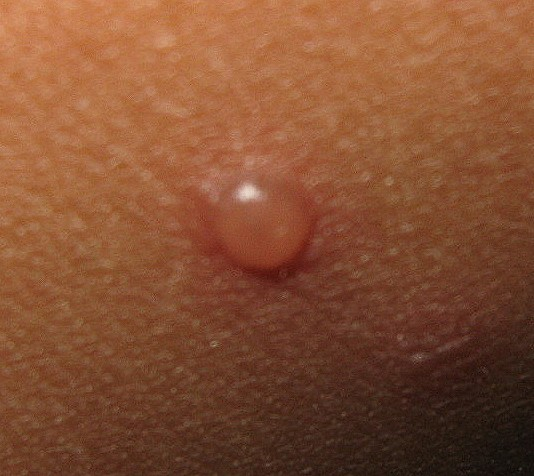
حويصلة ظاهرة على مريض مصاب بالحماق

في طب الجلد، الحويصلة (بالإنجليزية: Vesicle)‏ هي تبثر صغير محدد يحتوي على سائل وعادة ما تكون مرتفعة عن بقية الجلد بأقل من 5 أو 10ملم في اوسع نقطة فيها. السائل نقي ومصلي.

## تثبرات جلدية شبيهة
- فقاعة
- بثرة
- حطاطة
- لويحة
- وذمة